# Efferia peralta
Efferia peralta este o specie de muște din genul Efferia, familia Asilidae, descrisă de Wilcox în anul 1966.
Este endemică în California. Conform Catalogue of Life specia Efferia peralta nu are subspecii cunoscute.